# 1. HNL 2020/21
Die 1. HNL 2020/21 war die 30. Spielzeit der höchsten kroatischen Fußballliga. Sie wurde am 14. August 2020 mit der Partie des NK Varaždin gegen den HNK Gorica eröffnet und endete am 22. Mai 2021.
Titelverteidiger war Dinamo Zagreb, neu in der Liga hingegen der HNK Šibenik.

## Änderungen gegenüber der Saison 2019/20
- Die Relegation wurde gestrichen.
- Nur der Tabellenletzte stieg am Saisonende ab.

## Modus
Die zehn teilnehmenden Mannschaften traten an 36 Spieltagen jeweils viermal gegeneinander an.

## Vereine
| Verein                      | Stadt         | Stadion                  | Kapazität |
| --------------------------- | ------------- | ------------------------ | --------- |
| Dinamo Zagreb               | Zagreb        | Stadion Maksimir         | 35.123    |
| Lokomotiva Zagreb           | Zagreb        | Stadion Maksimir         | 35.123    |
| Hajduk Split                | Split         | Stadion Poljud           | 34.448    |
| NK Osijek                   | Osijek        | Stadion Gradski vrt      | 18.856    |
| NK Varaždin                 | Varaždin      | Stadion Anđelko Herjavec | 10.800    |
| NK Istra 1961               | Pula          | Stadion Aldo Drosina     | 09.000    |
| HNK Rijeka                  | Rijeka        | Stadion Rujevica         | 08.279    |
| HNK Šibenik                 | Šibenik       | Šubićevac                | 08.000    |
| HNK Gorica Velika Gorica    | Velika Gorica | Stadion NK Radnik        | 08.000    |
| NK Slaven Belupo Koprivnica | Koprivnica    | Gradski Stadion          | 03.139    |

## Statistiken

### Abschlusstabelle
| Pl.             | Verein                   | Sp. | S  | U  | N  | Tore    | Diff. | Punkte |
| --------------- | ------------------------ | --- | -- | -- | -- | ------- | ----- | ------ |
| 1.              | Dinamo Zagreb (M)        | 36  | 26 | 7  | 3  | 084:280 | +56   | 85     |
| 2.              | NK Osijek                | 36  | 23 | 8  | 5  | 059:250 | +34   | 77     |
| 3.              | HNK Rijeka (P)           | 36  | 18 | 7  | 11 | 051:460 | +5    | 61     |
| 4.              | Hajduk Split             | 36  | 18 | 6  | 12 | 048:370 | +11   | 60     |
| 5.              | HNK Gorica               | 36  | 17 | 8  | 11 | 060:470 | +13   | 59     |
| 6.              | HNK Šibenik (N)          | 36  | 9  | 8  | 19 | 032:470 | −15   | 35     |
| 7.              | Slaven Belupo Koprivnica | 36  | 7  | 13 | 16 | 036:530 | −17   | 34     |
| 8.              | Lokomotiva Zagreb        | 36  | 7  | 9  | 20 | 029:600 | −31   | 30     |
| 9.              | NK Istra 1961            | 36  | 7  | 8  | 21 | 027:520 | −25   | 29     |
| 10.             | NK Varaždin              | 36  | 6  | 10 | 20 | 030:610 | −31   | 28     |
| Stand: Endstand |                          |     |    |    |    |         |       |        |

Platzierungskriterien: 1. Punkte – 2. Direkter Vergleich (Punkte, Tordifferenz, geschossene Tore) – 3. Tordifferenz – 4. geschossene Tore

| (M) | Meister des Vorjahres             |
| (P) | Pokalsieger des Vorjahres         |
| (N) | Aufsteiger aus der 2. HNL 2019/20 |

### Kreuztabellen
Die Kreuztabelle stellt die Ergebnisse aller Spiele dieser Saison dar. Die Heimmannschaft ist in der mittleren Spalte aufgelistet und die Gastmannschaft in der obersten Reihe. Die Ergebnisse sind immer aus Sicht der Heimmannschaft angegeben.

#### Hinrunde
| Spieltage 1–18 Stand: Endstand | Dinamo Zagreb | Lokomotiva Zagreb.svg | HNK Rijeka | NK Osijek | Hajduk Split | HNK Gorica | Slaven Belupo Koprivnica | NK Varaždin | NK Istra 1961 | HNK Šibenik |
| ------------------------------ | ------------- | --------------------- | ---------- | --------- | ------------ | ---------- | ------------------------ | ----------- | ------------- | ----------- |
| Dinamo Zagreb                  | •             | 6:0                   | 0:2        | 4:1       | 3:1          | 3:2        | 3:3                      | 4:0         | 5:0           | 1:2         |
| Lokomotiva Zagreb              | 1:1           | •                     | 1:0        | 0:3       | 1:2          | 1:2        | 2:1                      | 2:2         | 0:0           | 0:4         |
| HNK Rijeka                     | 2:2           | 1:0                   | •          | 1:1       | 0:1          | 0:2        | 2:0                      | 2:1         | 2:1           | 2:1         |
| NK Osijek                      | 2:0           | 2:1                   | 3:0        | •         | 1:2          | 2:1        | 0:0                      | 1:0         | 1:0           | 1:0         |
| Hajduk Split                   | 1:2           | 0:1                   | 1:2        | 1:1       | •            | 2:4        | 2:2                      | 2:0         | 2:0           | 0:1         |
| HNK Gorica                     | 3:4           | 1:1                   | 0:0        | 4:1       | 2:1          | •          | 0:1                      | 1:0         | 2:2           | 3:2         |
| Slaven Belupo Koprivnica       | 1:5           | 0:0                   | 1:3        | 0:1       | 0:2          | 1:2        | •                        | 2:0         | 5:1           | 0:0         |
| NK Varaždin                    | 1:2           | 1:1                   | 2:1        | 0:1       | 4:2          | 1:5        | 1:2                      | •           | 1:1           | 1:3         |
| NK Istra 1961                  | 0:1           | 3:1                   | 1:2        | 1:4       | 1:0          | 1:1        | 2:1                      | 0:1         | •             | 1:0         |
| HNK Šibenik                    | 0:2           | 3:2                   | 2:0        | 0:2       | 0:1          | 1:3        | 0:3                      | 0:1         | 1:0           | •           |

#### Rückrunde
| Spieltage 18–36 Stand: Endstand | Dinamo Zagreb | Lokomotiva Zagreb.svg | HNK Rijeka | NK Osijek | Hajduk Split | HNK Gorica | Slaven Belupo Koprivnica | NK Varaždin | NK Istra 1961 | HNK Šibenik |
| ------------------------------- | ------------- | --------------------- | ---------- | --------- | ------------ | ---------- | ------------------------ | ----------- | ------------- | ----------- |
| Dinamo Zagreb                   | •             | 2:0                   | 2:0        | 1:0       | 2:0          | 1:0        | 3:0                      | 2:2         | 1:0           | 1:0         |
| Lokomotiva Zagreb               | 0:2           | •                     | 2:3        | 0:2       | 0:2          | 0:3        | 3:1                      | 4:0         | 0:1           | 1:0         |
| HNK Rijeka                      | 1:5           | 3:0                   | •          | 0:0       | 0:1          | 2:1        | 1:1                      | 2:0         | 1:1           | 2:2         |
| NK Osijek                       | 1:1           | 2:0                   | 2:0        | •         | 2:0          | 1:1        | 3:0                      | 1:1         | 2:1           | 3:0         |
| Hajduk Split                    | 1:1           | 2:0                   | 3:2        | 0:1       | •            | 4:0        | 2:2                      | 2:0         | 1:0           | 1:0         |
| HNK Gorica                      | 0:3           | 4:2                   | 3:4        | 1:0       | 1:1          | •          | 0:1                      | 0:0         | 2:1           | 1:0         |
| Slaven Belupo Koprivnica        | 0:2           | 0:0                   | 0:2        | 2:2       | 1:1          | 0:1        | •                        | 1:0         | 1:1           | 2:2         |
| NK Varaždin                     | 0:5           | 0:1                   | 2:3        | 2:3       | 0:1          | 2:1        | 1:1                      | •           | 1:1           | 1:1         |
| NK Istra 1961                   | 0:1           | 1:1                   | 1:2        | 0:2       | 0:1          | 0:2        | 1:0                      | 0:1         | •             | 3:2         |
| HNK Šibenik                     | 1:1           | 0:0                   | 0:1        | 0:4       | 0:2          | 1:1        | 2:0                      | 0:0         | 1:0           | •           |

## Torschützenliste
| Pl. | Name                | Mannschaft    | Tore |
| --- | ------------------- | ------------- | ---- |
| 01. | Ramón Miérez        | NK Osijek     | 22   |
| 02. | Mario Gavranović    | Dinamo Zagreb | 17   |
| 03. | Mislav Oršić        | Dinamo Zagreb | 16   |
| 04. | Ivan Krstanović     | HNK Gorica    | 15   |
| 05. | Franko Andrijašević | HNK Rijeka    | 13   |
| 06. | Deni Jurić          | HNK Šibenik   | 11   |
| 07. | Mijo Caktaš         | Hajduk Split  | 09   |
| 07. | Ognjen Mudrinski    | HNK Gorica    | 09   |
| 07. | Bruno Petković      | Dinamo Zagreb | 09   |